# (73140) 2002 GH87
(73140) 2002 GH87 – planetoida z pasa głównego asteroid okrążająca Słońce w ciągu 3,53 lat w średniej odległości 2,32 j.a. Odkryta 10 kwietnia 2002 roku.